# Chamanthedon fulvipes
Chamanthedon fulvipes là một loài bướm đêm thuộc họ Sesiidae. Nó được tìm thấy ở Cộng hòa Dân chủ Congo.